# Circulifer tenellus
Circulifer tenellus, también conocido como saltahojas de la remolacha, es una especie de saltahojas que pertenece a la familia Cicadellidae en el orden Hemiptera .

## Morfología
Las poblaciones de saltahojas de la remolacha presentan una gran diversidad morfológica. Los saltahojas de la remolacha se describen como un insecto pequeño, de 3 a 3,5 mm de longitud, que a menudo es de color amarillo verdoso, tostado u oliva. El saltahojas puede tener marcas más oscuras en las alas, el pronoto, el abdomen y la cabeza si se ha desarrollado durante temperaturas más frías. La forma general del cuerpo se ha descrito como "en forma de cuña" con el cuerpo estrechándose en el extremo posterior del insecto.
La cabeza es más ancha que el pronoto, con ojos distintivos y un margen anterior curvo. Las piezas bucales, como las de todos los hemípteros, tienen estiletes que se utilizan para penetrar en las plantas y chupar. Las setas o pelos presentes en el cuerpo son uniceriadas, lo que significa que están dispuestas en fila y están presentes en la tibia trasera del insecto. Una de las características distintivas de esta especie es la presencia de placas en los machos.

## Comportamientos de alimentación
Los saltahojas de remolacha son generalistas polífagos, lo que significa que pueden alimentarse de varios tipos diferentes de plantas huésped. El hecho de que estos insectos migren durante la primavera y el verano a los campos cultivados también significa que muestran una gran variación en sus elecciones de plantas hospedantes según la estación: se alimentan de malezas del desierto en el invierno y se alimentan de campos cultivados en el verano. También muestran una variación increíble en la elección de alimentos entre diferentes poblaciones, y estas elecciones pueden cambiar dependiendo de la diversidad, disponibilidad, defensas, etc. de la planta huésped. A pesar de estas diferencias, esta especie elige usualmente plantas de remolacha para poner sus huevos.
Para el saltahojas de la remolacha, comprender la alimentación es importante, ya que la alimentación es un mecanismo a través del cual se propagan las enfermedades de las plantas transmitidas por insectos. Hasta el momento, el saltahojas de la remolacha es el único vector conocido del virus de la punta rizada de la remolacha, que se propaga a través de los tejidos del floema de las plantas.

## Historia de vida

### Tiempos de crecimiento y generación.
Los saltahojas de la remolacha son capaces de producir múltiples generaciones dentro de un año. Los insectos están activos en las plantas de mostaza (Sinapis ssp.) y ajenjo (Descurainia sophia) durante el invierno y las hembras comienzan a poner huevos al comienzo de la primavera.  Los adultos de esta generación maduran en aproximadamente 2 meses, cuando pueden migrar a los campos de remolacha para aparearse y poner huevos para que nazca la segunda generación anual.  La tercera generación madura hasta la edad adulta a principios del otoño, cuando estos insectos migran de regreso a sus hábitats de invierno.
El rango óptimo de temperaturas para el desarrollo de estos insectos está entre los 18,3 y los 35,0 °C. Esto significa que el desarrollo lleva más tiempo durante el invierno para estos insectos en comparación con la primavera y el verano.

### Ciclo vital
El ciclo de vida del saltahojas de la remolacha consta de tres etapas: huevos, ninfas y adultos. Los insectos crecen a través de 5 mudas diferentes durante el desarrollo, lo que proporciona 5 estadios antes de llegar a la edad adulta.

### Coloración
Los salhojas de la remolacha pueden mostrar una coloración diferente según la época del año en que maduran.  Generalmente, los adultos que maduran con temperaturas más cálidas en primavera y verano muestran una coloración verde claro o amarillenta. Esto es diferente de los adultos que maduran en el invierno, que generalmente muestran marcas más oscuras en las alas y el pronoto.

## Vector de enfermedad

### Enfermedad obstinada de los cítricos
Varios estudios realizados en las décadas de 1970 y 1980 han demostrado que los saltahojas de la remolacha es un vector del procariota Spiroplasma citri, que es el agente causal de la enfermedad obstinada de los cítricos.
La bacteria Spiroplasma citri es adquirida inicialmente por el saltahojas al alimentarse de una planta que ya ha sido infectada. A través de la alimentación, la bacteria ingresa al intestino del satahoja de la remolacha, donde la mayoría de sus células mueren, pero algunas sobreviven. Los organismos sobrevivientes pueden ingresan a las células epiteliales del intestino del insecto y multiplicarse. Finalmente, los organismos pueden llegar al hemocele del insecto a través del cual se transfieren a las glándulas salivales. Cuando el insecto luego se alimenta de plantas sanas, los procariotas ingresan al floema de la planta y así infectan a la nueva planta.

### Virus de la punta rizada de la remolacha
El saltahojas de la remolacha puede ser también vector del virus de la punta rizada de la remolacha que causa enfermedades en muchos cultivos importantes como frijoles, remolacha azucarera, melón, pepino, pimientos, espinaca, calabaza, tomate, sandía y otras plantas importantes.